# Maksymilian Schlichtyng
Maksymilian Schlichtyng z Bukowca herbu własnego – wojski wschowski w latach 1702–1704.
Sędzia kapturowy ziemstwa i grodu wschowskiego w 1704 roku.